# Louis Quéré
Pour les articles homonymes, voir Quéré.
Louis Quéré (né en 1947) est un sociologue français, directeur de recherche au CNRS émérite et ancien directeur de l'Institut Marcel Mauss (EHESS-CNRS).

## Travaux
Ses recherches portent principalement sur la sociologie de l'action, la question régionale et l'épistémologie des sciences sociales. Son approche s'inscrit  notamment dans le sillage de la pensée de Jürgen Habermas, de l'herméneutique de Hans Georg Gadamer (La sociologie à l'épreuve de l'herméneutique, 1999), du pragmatisme (de John Dewey et de George Herbert Mead) et de l'ethnométhodologie.
En 2006, il fait paraître, avec Daniel Cefaï, une nouvelle traduction de Mind, self and society from the standpoint of a social behaviorist (L'esprit, le soi et la société) de George Herbert Mead (Paris, Presses universitaires de France).
Il a coordonné, avec Michel Barthélémy, la traduction des Recherches en ethnométhodologie de Harold Garfinkel (PUF, « Quadrige ». Grands textes, 2007). Il a également présenté et traduit La formation des valeurs de John Dewey (La Découverte, « Les empêcheurs de penser en rond », 2011), avec Alexandra Bidet et Gérôme Truc.

## Principales publications
- Jeux interdits à la frontière. Essai sur les mouvements régionaux, Paris, Éditions Anthropos, 1978.
- Des Miroirs équivoques. Aux origines de la communication moderne, Paris, Éditions Aubier-Montaigne, 1982.
- avec Bernard Conein et Michel de Fornel (éd.), Les formes de la conversation. Analyse de l'action et analyse de la conversation, actes du colloque, Paris, septembre 1987 (organisé par le GDR Communication CNET-CNRS), 2 vol. Issy-les-Moulineaux, CNET, « Réseaux », 1990-1993.
- avec Michel de Fornel (dir.), La logique des situations. Nouveaux regards sur l'écologie des activités sociales, Paris, Éditions de l'EHESS, 1999.  (ISBN 2-7132-1339-8)
- La sociologie à l'épreuve de l'herméneutique. Essais d'épistémologie des sciences sociales, Paris, Montréal (Québec), l'Harmattan, 1999.
- avec Michel de Fornel et Albert Ogien (dir.), L'ethnométhodologie : une sociologie radicale, Colloque de Cerisy, Paris, La Découverte, « Recherches », 2000.  (ISBN 2-7071-3373-6)
- avec Albert Ogien, Le Vocabulaire de la sociologie de l'action, Paris, Ellipses, 2005.
- avec Cédric Terzi, Pour une sociologie pragmatiste de l'expérience publique, SociologieS, Dossiers, Pragmatisme et sciences sociales : explorations, enquêtes, expérimentations, mis en ligne le 23 février 2015. URL :
- codirigé avec Albert Ogien, Les moments de la confiance. Connaissance, affects et engagements, Paris, Éditions Economica, « Etudes sociologiques », 2006.
- avec Christiane Chauviré et Albert Ogien, Dynamiques de l’erreur, Paris, Éditions de l'EHESS, « Raisons Pratiques », 2009.
- La Fabrique des émotions. Presses universitaires de France, 2021
- Il n'y a pas de cerveau des émotions. Presses universitaires de France, 2023